# Teucholabis denuda
Teucholabis denuda är en tvåvingeart som beskrevs av Alexander 1943. Teucholabis denuda ingår i släktet Teucholabis och familjen småharkrankar.
Artens utbredningsområde är Ecuador. Inga underarter finns listade i Catalogue of Life.